# Grande Prêmio da Alemanha de 2016
Grande Prêmio da Alemanha de 2016 (formalmente denominado Formula 1 Grosser Preis Von Deutschland 2016) foi a decima segunda etapa da temporada de 2016 da Fórmula 1. Foi disputado no dia 31 de julho de 2016 no Circuito de Hockenheimring, Hockenheim, Alemanha.

## Relatório

### Antecedentes
2017 - Halo é Vetado
Em reunião do grupo de estratégia da F1, nesta quinta-feira, em Genebra, a introdução do Halo para 2017 foi vetada. A decisão vai contra a ideia da FIA, que era de introduzir a peça no ano que vem por questões de segurança. E apesar de o assunto ainda ter de passar por uma segunda votação, na comissão da F1, dificilmente o cenário mudará, já que as votações precisam ser unânimes. A ideia de quem votou contra é de que o dispositivo fique para 2018 após mais testes serem realizados, já que a peça ainda não "teria atingido maturidade o bastante" para ser introduzida na categoria.  
Liberação de Conversas por Rádio
Outra novidade, esta em prática já no GP da Alemanha, é a liberdade concedida a pilotos e equipes para falarem pelo rádio. O assunto virou alvo de polêmica desde a punição recebida por Nico Rosberg na Inglaterra, quando a FIA endureceu as regras, e ganhou ainda mais destaque depois de Jenson Button ter sido punido de maneira "estúpida", como afirma o próprio piloto. Alguns assuntos ainda seguem com restrições, como ponto certo de embreagem e mapeamento de motor logo antes da largada.

### Treino Classificatório
Q1
Felipe Nasr acabou eliminado logo na primeira parte do treino, em penúltimo, à frente apenas do companheiro de Sauber, Ericsson. Massa, por pouco, também não caiu fora. Ele avançou com o 15º tempo, duas posições à frente do primeiro eliminado. A decepção do Q1 ficou por conta de Daniil Kvyat. Em má fase, o russo da STR terminou com o 19º tempo. Seu companheiro Carlos Sainz Jr. figurou na zona de corte nos segundos finais, mas garantiu vaga com o 12º tempo. Também foram eliminados: Kevin Magnussen (Renault), Pascal Wehrlein (Manor) e Rio Haryanto (Manor). Quem surpreendeu foi Jolyon Palmer, que conseguiu levar a Renault ao Q2. O melhor tempo ficou por conta de Hamilton, com 1m15s243, seguido por Rosberg, Ricciardo e Raikkonen.
Q2
Foi também por pouco que Massa avançou para o Q3. O brasileiro fez 1m15s699 e garantiu a 10ª e última vaga na superpole, dois décimos mais veloz que o primeiro eliminado, Esteban Gutiérrez, da Haas. Outro que quase ficou fora foi Vettel, que passou em nono. O Q2 marcou também as saídas de Jenson Button e Fernando Alonso, da McLaren, Carlos Sainz Jr. (STR), Romain Grosjean (Renault) e Jolyon Palmer (Renault). Hamilton foi novamente o mais veloz, 1m14s748, apenas 91 milésimos mais rápido que Rosberg. Verstappen, Raikkonen e Bottas vieram a seguir. Pérez, Ricciardo e Hulkenberg também avançaram.
Q3
Vettel foi o primeiro a marcar tempo no Q3, 1m15s619. Rosberg vinha a seguir, mas abortou a volta por causa de um problema eletrônico no carro e retornou aos boxes. Raikkonen bateu a marca, 1m15s142, mas logo foi desbancado por Hamilton, que anotou 1m14s486. Ricciardo e Verstappen pularam para segundo e terceiro, respectivamente. Rosberg, Bottas e Massa não haviam feito tempo na primeira metade do Q3.
De volta à pista, agora com os problemas eletrônicos resolvidos, Robserg cravou 1m14s363 e pulou para a primeira posição. Mas Hamilton vinha a seguir. O britânico baixou o tempo do companheiro na primeira parcial, mas passou acima na segunda e na terceira. A pole era mesmo de Rosberg. Ricciardo ficou com o terceiro tempo, seguido por Verstappen, Raikkonen e Vettel. Hulkenberg, Bottas, Pérez e Massa completaram o top 10.

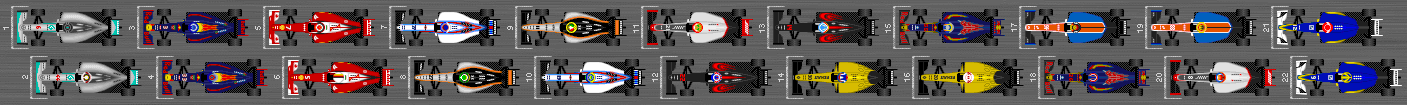
Grid de Largada

### Corrida
Largando em segundo, Hamilton tracionou melhor que o pole Rosberg e assumiu a ponta logo nos primeiros metros. O alemão, aliás, largou muito mal, sendo engolido também pela dupla da RBR. Destaque para Verstappen, que fez uma bela manobra sobre Ricciardo e pulou para segundo. Largando da 21ª e penúltima posição, Felipe Nasr foi quem fez a largada mais espetacular. Sagaz, aguardou os rivais se estranharem na primeira curva, deu um “X” quíntuplo e pulou para 16º.
Felipe Massa foi tocado por Palmer na primeira volta, teve o difusor danificado, mas manteve a 10ª posição. Inconformado por ter caído para quarto, Rosberg partiu para cima de Ricciardo. Os dois protagonizaram um belo duelo roda a roda por várias curvas, mas o australiano se impôs e manteve a terceira colocação. Mais veloz, Fernando Alonso deu o bote para cima de Felipe Massa e entrou na zona de pontuação, empurrando o brasileiro para 11º. Já sofrendo com desgaste de pneus, Daniil Kvyat abriu o trabalho nos boxes. Com o carro instável, Felipe Massa perdeu posição também para Carlos Sainz Jr., e caiu para 12º. Massa e Sainz foram para os boxes. Os dois trocam os pneus supermacios pelos macios e o piloto da Williams voltou em 18º, retomando a posição do espanhol da STR. Com um desgaste mais acelerado do que o esperado dos pneus traseiros, muitos pilotos anteciparam suas paradas. Em um intervalo de três voltas, todos os ponteiros fizeram seus pit stops e adotaram estratégias diferentes. Hamilton colocou pneus macios e manteve a liderança, seguido por Verstappen, que optou pelos supermacios, Ricciardo (macios) e Nico (supermacios). A única mudança de posições ficou por conta de Vettel, que ganhou o lugar de Raikkonen. Após a primeira rodada de pit stops, Massa aparecia em 14º, e Nasr em 20º. Com dificuldades para imprimir um bom ritmo, Massa perdeu posições para Grosjean e Sainz e caiu para 16º. Massa antecipou a segunda parada e perdeu muito tempo no pit stop. Tudo porque os mecânicos tiveram muita dificuldade para trocar o pneu traseiro esquerdo. O brasileiro, que já estava com a corrida prejudicada, perdeu completamente qualquer chance de marcar pontos, caindo para 20º. Em terceiro e quarto, Verstappen e Rosberg fizeram seus pits tops em voltas consecutivas, e o holandês se manteve à frente do alemão. Mas o piloto da Mercedes partiu para cima, colocou por dentro e espalhou o rival da RBR, em manobra semelhante a que fez com Hamilton na Áustria. Tanto que a direção de prova colocou o incidente sob investigação.
Os comissários consideraram a manobra de Rosberg sobre Verstappen irregular e aplicaram uma punição de 5 segundos ao alemão, que poderia ser cumprida em um pit stop ou ser acrescida no tempo final de prova. Depois da segunda rodada de pit stops, Hamilton continuou na frente, agora com pneus supermacios. Em segundo aparecia Rosberg (macios), que ganhara a posição de Verstappen (macios) na pista e de Ricciardo (supermacios) nos boxes. O alemão, no entanto, ainda tinha 5s de punição a cumprir, diferença que poderia o jogar para a quarta colocação. Vettel seguiu em quinto, à frente de Raikkonen. Massa era o 18º, Nasr, o 20º. Com problemas no carro, Felipe Massa foi chamado pela Williams para os boxes para recolher.
Com pneus supermacios, Ricciardo mantinha ritmo muito forte se aproximou rapidamente de Verstappen, que estava com os compostos macios. O holandês não ofereceu resistência e o australiano assumiu a terceira posição. Depois de passar Verstappen, Ricciardo foi à caça de Rosberg. Em poucas voltas o piloto da RBR colou no alemão, que vinha mais lento em razão da diferença de tipo de pneus. Antes de ser ultrapassado por Ricciardo, Rosberg optou por ir para os boxes para a terceira parada. O alemão cumpriu a punição. E com juros, já que os mecânicos acabaram esperando três segundos a mais do que o necessário.
Nas voltas seguintes foi a vez de Hamilton, Ricciardo, Verstappen, Vettel e Raikkonen fazerem seus pit stops. O inglês da Mercedes colocou pneus macios e seguiu folgado na ponta. A dupla da RBR optou pelos supermacios, se aproveitou da penalização cumprida por Rosberg e passou a frente do alemão, novamente de compostos macios. Com pneus supermacios contra macios de Hamilton, Ricciardo passou a tirar a diferença para o britânico. O piloto da Mercedes, no entanto, apertou o ritmo e congelou a vantagem na casa de sete segundos. E quando a corrida começava a ficar monótona, alguns pingos de chuva começaram a cair no circuito. Também com problemas no carro, Felipe Nasr foi chamado aos boxes para recolher, mas sequer conseguiu chegar à garagem, parando no começo do pitlane.
A chuva se manteve fraca até o final e Lewis Hamilton não teve problemas para levar sua Mercedes até a bandeirada e vencer na casa de seu companheiro de Mercedes. Daniel Ricciardo e Max Verstappen completaram o pódio, enquanto Nico Rosberg cruzou apenas em quarto. Sebastian Vettel foi o quinto, seguido por Kimi Raikkonen (6º), Nico Hulkenberg (7º), Jenson Button (8º), Valtteri Bottas (9º) e Sergio Pérez (10º).

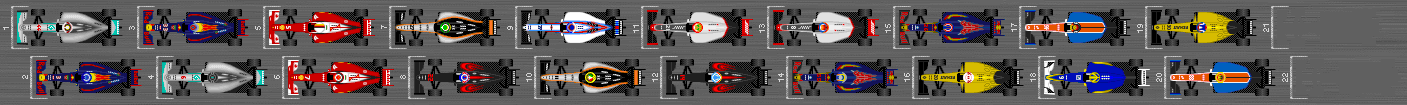
Resultado da Corrida

## Pneus
| Nome do composto | Cor | Banda de rolamento | Condições de Tempo | Dry Type  | Aderência      | Longevidade   |
| ---------------- | --- | ------------------ | ------------------ | --------- | -------------- | ------------- |
| Super Macio      |     | Slick (P Zero)     | Seco               | Supersoft | Mais aderência | Menos durável |
| Macio            |     | Slick (P Zero)     | Seco               | Soft      | Médio          | Médio         |
| Medio            |     | Slick (P Zero)     | Seco               | Medium    | Médio          | Médio         |

## Resultados

### Treino Classificatório
| Pos.                     | Nº | Piloto            | Construtor           | Q1       | Q2       | Q3       | Grid |
| ------------------------ | -- | ----------------- | -------------------- | -------- | -------- | -------- | ---- |
| 1                        | 6  | Nico Rosberg      | Mercedes             | 1:15.485 | 1:14.839 | 1:14.363 | 1    |
| 2                        | 44 | Lewis Hamilton    | Mercedes             | 1:15.243 | 1:14.748 | 1:14.470 | 2    |
| 3                        | 3  | Daniel Ricciardo  | Red Bull-TAG Heuer   | 1:15.591 | 1:15.545 | 1:14.726 | 3    |
| 4                        | 33 | Max Verstappen    | Red Bull-TAG Heuer   | 1:15.875 | 1:15.124 | 1:14.834 | 4    |
| 5                        | 7  | Kimi Raikkonen    | Ferrari              | 1:15.752 | 1:15.242 | 1:15.142 | 5    |
| 6                        | 5  | Sebastian Vettel  | Ferrari              | 1:15.927 | 1:15.630 | 1:15.315 | 6    |
| 7                        | 27 | Nico Hulkenberg   | Force India-Mercedes | 1:16.301 | 1:15.623 | 1:15.510 | 8 3  |
| 8                        | 77 | Valtteri Bottas   | Williams-Mercedes    | 1:15.952 | 1:15.490 | 1:15.530 | 7    |
| 9                        | 11 | Sergio Pérez      | Force India-Mercedes | 1:16.169 | 1:15.500 | 1:15.537 | 9    |
| 10                       | 19 | Felipe Massa      | Williams-Mercedes    | 1:16.503 | 1:15.699 | 1:15.615 | 10   |
| 11                       | 21 | Esteban Gutierrez | Haas-Ferrari         | 1:15.987 | 1:15.883 | —        | 11   |
| 12                       | 22 | Jenson Button     | McLaren-Honda        | 1:16.172 | 1:15.909 | —        | 12   |
| 13                       | 55 | Carlos Sainz Jr.  | Toro Rosso-Ferrari   | 1:16.317 | 1:15.989 | —        | 15 1 |
| 14                       | 14 | Fernando Alonso   | McLaren-Honda        | 1:16.338 | 1:16.041 | —        | 13   |
| 15                       | 8  | Romain Grosjean   | Haas-Ferrari         | 1:16.328 | 1:16.086 | —        | 20 2 |
| 16                       | 30 | Jolyon Palmer     | Renault              | 1:16.636 | 1:16.665 | —        | 14   |
| 17                       | 20 | Kevin Magnussen   | Renault              | 1:16.716 | —        | —        | 16   |
| 18                       | 94 | Pascal Wehrlein   | MRT-Mercedes         | 1:16.717 | —        | —        | 17   |
| 19                       | 26 | Daniil Kvyat      | Toro Rosso-Ferrari   | 1:16.876 | —        | —        | 18   |
| 20                       | 88 | Rio Haryanto      | MRT-Mercedes         | 1:16.977 | —        | —        | 19   |
| 21                       | 12 | Felipe Nasr       | Sauber-Ferrari       | 1:17.123 | —        | —        | 21   |
| 22                       | 9  | Marcus Ericsson   | Sauber-Ferrari       | 1:17.238 | —        | —        | 22   |
| Tempo dos 107%: 1:19.568 |    |                   |                      |          |          |          |      |
| Fonte:                   |    |                   |                      |          |          |          |      |

Notas
↑1  - Romain Grosjean (Haas) perdera cinco posições do grid por conta de uma troca de câmbio.
↑2  - Carlos Sainz Jr. (STR) perdera três posições do grid por ter atrapalhado Felipe Massa (Williams) durante o Q2.
↑3  - Nico Hulkenberg (Force India) perdera uma posição do grid por incorretamente usa sua alocação de pneus durante a primeira parte dos treino classificatório.

### Corrida
| Pos.   | Nu. | Piloto            | Construtor           | Voltas | Tempo/Retirado      | Grid | Pontos |
| ------ | --- | ----------------- | -------------------- | ------ | ------------------- | ---- | ------ |
| 1      | 44  | Lewis Hamilton    | Mercedes             | 67     | 1:30:44.200         | 2    | 25     |
| 2      | 3   | Daniel Ricciardo  | Red Bull-TAG Heuer   | 67     | +6.996              | 3    | 18     |
| 3      | 33  | Max Verstappen    | Red Bull-TAG Heuer   | 67     | +13.413             | 4    | 15     |
| 4      | 6   | Nico Rosberg      | Mercedes             | 67     | +15.845             | 1    | 12     |
| 5      | 5   | Sebastian Vettel  | Ferrari              | 67     | +32.570             | 6    | 10     |
| 6      | 7   | Kimi Räikkönen    | Ferrari              | 67     | +37.023             | 5    | 8      |
| 7      | 27  | Nico Hulkenberg   | Force India-Mercedes | 67     | +70.049             | 8    | 6      |
| 8      | 22  | Jenson Button     | McLaren-Honda        | 66     | +1 Volta            | 12   | 4      |
| 9      | 77  | Valtteri Bottas   | Williams-Mercedes    | 66     | +1 Volta            | 7    | 2      |
| 10     | 11  | Sergio Perez      | Force India-Mercedes | 66     | +1 Volta            | 9    | 1      |
| 11     | 21  | Esteban Gutiérrez | Haas-Ferrari         | 66     | +1 Volta            | 11   |        |
| 12     | 14  | Fernando Alonso   | McLaren-Honda        | 66     | +1 Volta            | 13   |        |
| 13     | 8   | Romain Grosjean   | Haas-Ferrari         | 66     | +1 Volta            | 20   |        |
| 14     | 55  | Carlos Sainz Jr.  | Toro Rosso-Ferrari   | 66     | +1 Volta            | 15   |        |
| 15     | 26  | Daniil Kvyat      | Toro Rosso-Ferrari   | 66     | +1 Volta            | 18   |        |
| 16     | 20  | Kevin Magnussen   | Renault              | 66     | +1 Volta            | 16   |        |
| 17     | 94  | Pascal Wehrlein   | MRT-Mercedes         | 65     | +2 Voltas           | 17   |        |
| 18     | 9   | Marcus Ericsson   | Sauber-Ferrari       | 65     | +2 Voltas           | 22   |        |
| 19     | 30  | Jolyon Palmer     | Renault              | 65     | +2 Voltas           | 14   |        |
| 20     | 88  | Rio Haryanto      | MRT-Mercedes         | 65     | +2 Voltas           | 19   |        |
| Ret    | 12  | Felipe Nasr       | Sauber-Ferrari       | 57     | Unidade de Potencia | 21   |        |
| Ret    | 19  | Felipe Massa      | Williams-Mercedes    | 36     | Suspensão           | 10   |        |
| Fonte: |     |                   |                      |        |                     |      |        |

## Curiosidade
- Foi a última corrida de Rio Haryanto na Equipe Manor e será substituído pelo piloto francês, Esteban Ocon, mas, Haryanto continua na equipe como piloto reserva.
- No pódio, Daniel Ricciardo comemorou no pódio, bebendo a champanhe de seu próprio sapato da corrida. Ele chama essa celebração de "Shoey" que é uma das celebrações populares na Austrália. E hoje vem sendo uma das famosas celebrações do pódio de Daniel Ricciardo na Fórmula 1.

## Tabela do campeonato após a corrida
Somente as cinco primeiras posições estão incluídas nas tabelas. 
| Pos | Piloto           | Pontos | Var |
| --- | ---------------- | ------ | --- |
| 1   | Lewis Hamilton   | 217    | 0   |
| 2   | Nico Rosberg     | 198    | 0   |
| 3   | Sebastian Vettel | 133    | 0   |
| 4   | Kimi Räikkönen   | 122    | 0   |
| 5   | Daniel Ricciardo | 120    | 0   |

| Pos | Construtor           | Pontos | Var |
| --- | -------------------- | ------ | --- |
| 1   | Mercedes             | 415    | 0   |
| 2   | Ferrari              | 256    | 1   |
| 3   | Red Bull-TAG Heuer   | 242    | 1   |
| 4   | Williams-Mercedes    | 96     | 0   |
| 5   | Force India-Mercedes | 81     | 0   |